# Frumpy 2
| Оценки критиков | Оценки критиков |
| Источник        | Оценка          |
| --------------- | --------------- |
| Allmusic        | [ 1 ]           |

Frumpy 2 — второй альбом немецкой прогрессив-рок-группы Frumpy, выпущенный в 1971 году.

## Список композиций
Треклист на оригинальном релизе альбома выглядел следующим образом:

### Сторона 1
1. «Good Winds» (Румпф) — 10:02
2. «How The Gipsy Was Born» (Кравец/Румпф) — 10:05

### Сторона 2
1. «Take Care Of Illusion» (Кравец/Румпф) — 7:30
2. «Duty» (Кравец/Румпф) — 12:09

## Участники записи
- Рейнер Бауманн — гитара
- Карстен Бон[англ.] — ударные
- Карл-Хайнц Шот — бас-гитара
- Жан-Жак Кравец — клавишные
- Инга Румпф — вокал